# Ян Бехер
„Ян Бехер“ (на чешки: Jan Becher) е чешка компания за ликьори със седалище в Карлови Вари. Най-известният продукт на Бехер е бехеровката.

## История
Компанията Jan Becher - Karlovarská Becherovka, a.s., датира от преди 200 години, от първото десетилетие на XIX век. През 1807 г. Йозеф Бехер, фармацевт от Карлсбад (дн. Карлови Вари), започва да продава горчивки, направени по собствена рецепта като лечебен тоник. През 1841 г. Йозеф Бехер предава начинаещия си бизнес на своя син и наследник Йохан. Йохан започва мащабно производство и фамилното му име се свързва с бехеровката и до днес. Първоначално напитката се нарича Karlsbader Becherbitter (букв. „горчивка на Бехер от Карлсбад“). Името „бехеровка“ е разработено след Първата световна война, когато Бохемия става част от Чехословакия, а единственият официален език е чешкият.
През следващите сто години (до 1945 г.) компанията остава семеен бизнес на семейство Бехер. След Втората световна война е национализирана съгласно указите на Бенеш, които лишават местните германци и унгарци от собственост и гражданство. Компаниятае приватизирана през 1997 г., когато френската компания за алкохол „Перно Рикар“ купува 35% от акциите,  през 2001 г. придобива още 59%.
Първоначалните собственици на компанията не са склонни да приемат тази съдба без борба. След като баща ѝ Алфред Бехер умира през 1940 г., а брат ѝ и съпругът ѝ са мобилизирани в германската армия и загиват през Втората световна война, младата Хеда Байер-Бехер (1914-2007) става управител на компанията. След експулсирането на семейството ѝ от родната им Бохемия, тя живее в Кьолн, Германия, и през 1949 г. пресъздава компанията като Johann Becher OHG Likörfabrik с германските активи на семейната компания, тъй като Германия не признава законността на експроприацията. През 1950 г. компанията се премества в Кетвиг, а през 1984 г. в Райнберг. Въпреки че през 1945 г. е принудена да разкрие тайната рецепта на чешката полиция, Хеда знае рецептата наизуст и заедно с няколко работници от старата компания създава собствен продукт, продаван като Karlsbader Becher с отличителни синьо -жълти етикети. През 70-те години Емил Ундерберг, от немския производител на горчивки „Ундерберг“, купува по-голямата част от компанията.
В продължение на много години съществуването на две компании – едната, управлявана от собствениците, другата от техния експроприатор – не е голям проблем. Чешката фирма продава в комунистическия блок, а германската в Германия. В началото на 80-те години на ХХ век обаче конкуренцията нараства и през октомври 1985 г. „Ундерберг“ и чешкото министерство на търговията сключват договор. Германската компания се задължава да преустанови производството на алкохола в замяна на това да стане единствен дистрибутор в Германия на произведения в Чехия продукт, използвайки собствени бутилки, а не тези, използвани от чешката компания. Когато чешката компания прекратява споразумението през 1994 г., Johann Becher OHG започва отново да произвежда Karlsbader Becher. Чешката фирма завежда дело за нарушаване на търговска марка, но Окръжният съд на Дюселдорф постановява, че Хеда Байер-Бехер е била в Германия единственият законен собственик на бизнеса на баща си, включително на търговската марка Karlsbader Becher.
Конфликтът е решен, когато „Перно Рикар“ купува Johann Becher OHG през април 1999 г. и го продава на компанията „Ян Бехер“ преди да придобие изцяло последната през 2001 г.

## Продукти
Основният продукт на „Ян Бехер“ е ликьорът бехеровка, който към 2008 г. се изнася в 35 страни. Други продукти са Lemond, Limet, ликьор Cordial и Aperitiv KV 14.